# Smedenrei

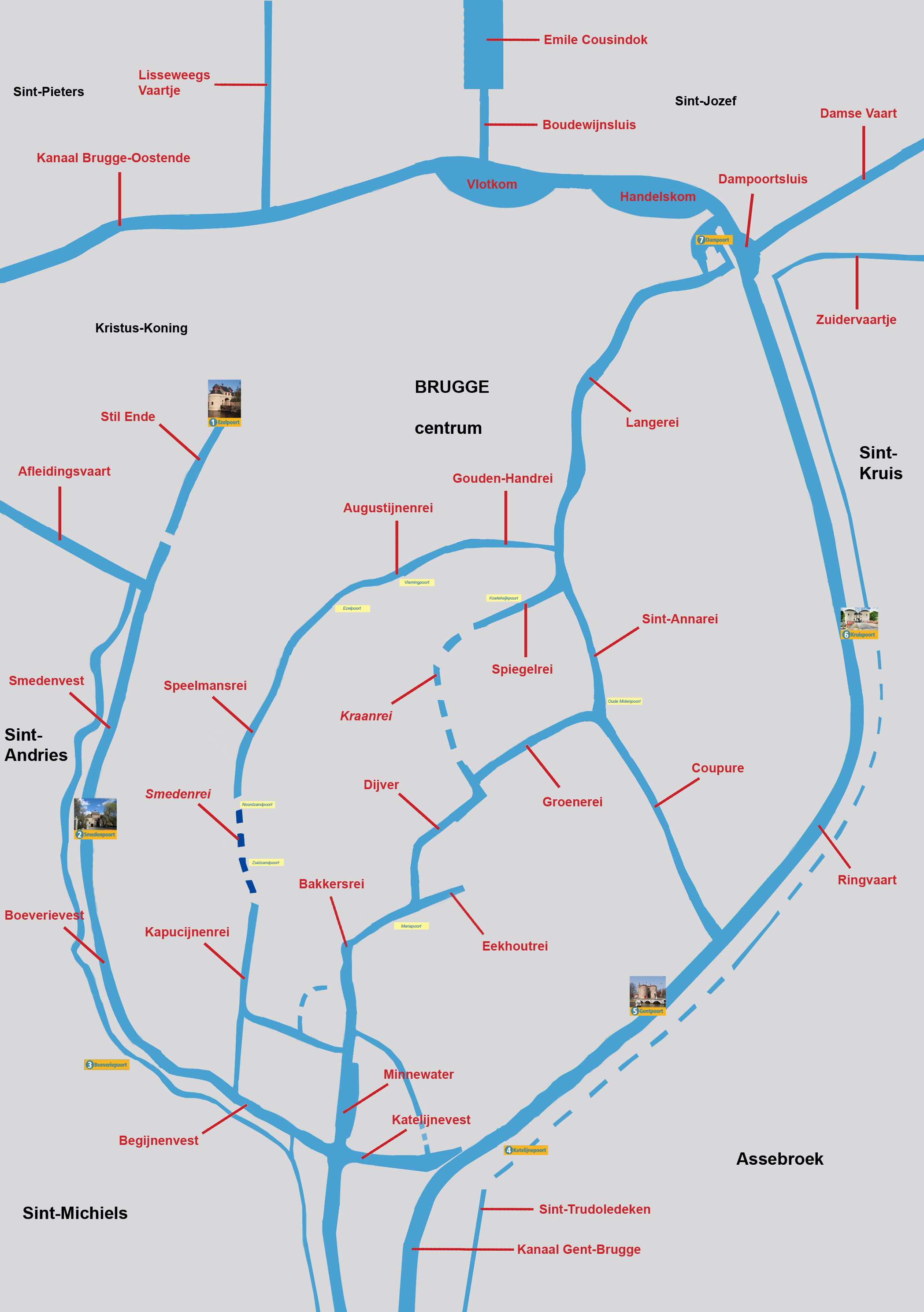
Situering van de Smedenrei (donkerblauw)

De Smedenrei is een overwelfde waterloop in het centrum van de Belgische stad Brugge. De rei loopt, als verlengde van de Kapucijnenrei, vanaf 't Zand aan de oostzijde van het Concertgebouw volledig overwelfd onder de oostzijde van 't Zand tot aan de Noordzandstraat, vanaf waar ze weer niet-overwelfd verder loopt als de Speelmansrei.
De Smedenrei is net als de Smedenstraat en de Smedenpoort genoemd naar de smeden die in de Smedenstraat reeds in de 14e eeuw een (intussen verdwenen) kapel hadden.
De Smedenrei maakt deel uit van de eerste Brugse stadsomwalling en werd samen met de Speelmansrei, de Augustijnenrei en de Gouden-Handrei gegraven in 1127-1128. Nabij de Noordzandbrug stond de Noordzandpoort, nabij de Zuidzandbrug de Zuidzandpoort. In 1270 werd de Smedenrei, samen met de andere binnenreien, verdiept om er scheepvaart op mogelijk te maken.

Met de aanleg van de spoorlijn Gent - Brugge - Oostende en voor de bouw van het eerste Brugse station op 't Zand, overwelfde men in 1838 de Smedenrei. Het station en de spoorlijn op 't Zand bestaan nu niet meer, maar de rei bleef overwelfd. Echter, het stedelijk structuurplan van 1972 voorzag het opnieuw openleggen van de Smedenrei, maar dit plan stuitte op praktische bezwaren en op tegenstand van de lokale middenstand. De bogen van de Noordzand- en Zuidzandbrug zijn ondergronds bewaard gebleven.
Reien en andere:
Augustijnenrei ·
Bakkersrei ·
Coupure ·
Dijver ·
Eekhoutrei (Groeningerei) ·
Gouden-Handrei ·
Groenerei ·
Kapucijnenrei ·
Kraanrei ·
Langerei ·
Minnewater ·
Sint-Annarei ·
Smedenrei ·
Speelmansrei ·
Spiegelrei
Vestingsgrachten:
Stil Ende ·
Smedenvest ·
Boeverievest ·
Begijnenvest ·
Katelijnevest

Ringvaart: 
Gentpoortvest ·
Boninvest ·
Kazernevest ·
Kruisvest ·
Handelskom ·
Vlotkom